# Assemblées législatives des États du Brésil
Au Brésil, les assemblées législatives sont les parlements des États fédérés du Brésil. Toutes les assemblées législatives sont monocamérales, et sont composées de députés d'États élus pour un mandat de quatre ans.

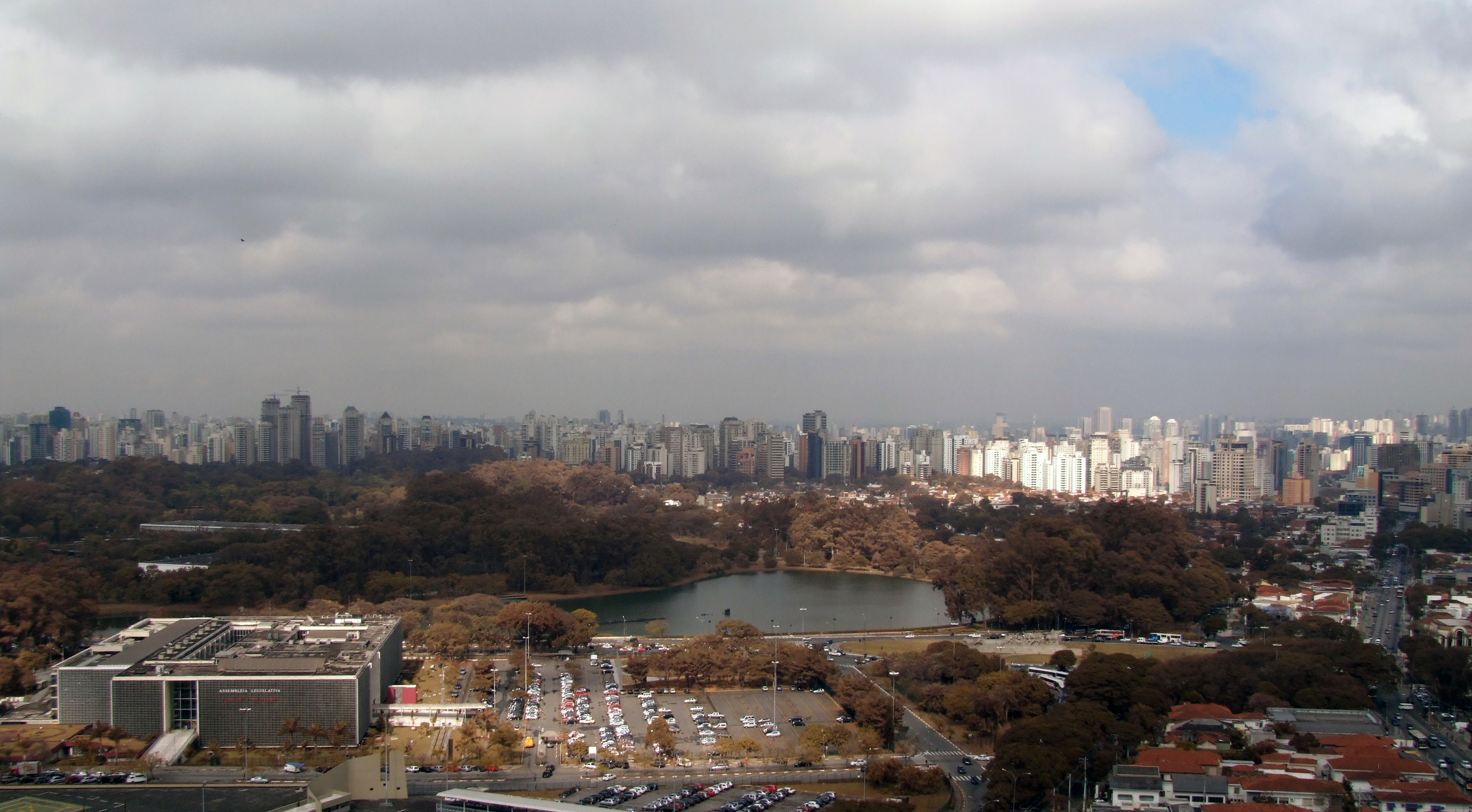
Assemblée législative de São Paulo e Ibirapuera

| Nom                                          | Date de fondation | Nombre de députés | Président | Site Internet            |
| -------------------------------------------- | ----------------- | ----------------- | --------- | ------------------------ |
| Assemblée législative d'Acre                 |                   | 24                |           | www.al.ac.leg.br         |
| Assemblée législative d'Alagoas              |                   | 27                |           | www.assembleia.al.gov.br |
| Assemblée législative d'Amapá                | 1er janvier 1991  | 22                |           | www.al.ap.leg.br         |
| Assemblée législative d'Amazonas             | 1852              | 24                |           | www.ale.am.gov.br        |
| Assemblée législative de Bahia               | 1834              | 63                |           | www.al.ba.gov.br         |
| Assemblée législative de Ceará               | 7 avril 1835      | 46                |           | www.al.ce.gov.br         |
| Chambre législative du District fédéral      | 1er janvier 1991  | 24                |           | www.cl.df.gov.br         |
| Assemblée législative d'Espírito Santo       |                   | 30                |           | www.al.es.gov.br         |
| Assemblée législative de Goiás               | 1891              | 41                |           | www.al.go.leg.br         |
| Assemblée législative do Maranhão            | 16 février 1835   | 42                |           | www.al.ma.leg.br         |
| Assemblée législative du Mato Grosso         |                   | 24                |           | www.al.mt.gov.br         |
| Assemblée législative du Mato Grosso do Sul  | 13 juin 1979      | 24                |           | www.al.ms.gov.br         |
| Assemblée législative de Minas Gerais        | 31 janvier 1835   | 78                |           | www.almg.gov.br          |
| Assemblée législative de Pará                |                   | 41                |           | www.alepa.pa.gov.br      |
| Assemblée législative de Paraíba             | 7 avril 1835      | 36                |           | www.al.pb.gov.br         |
| Assemblée législative du Pará                | 19 décembre 1835  | 54                |           | www.alep.pr.gov.br       |
| Assemblée législative de Pernambuco          | 1er avril 1835    | 49                |           | www.alepe.pe.gov.br      |
| Assemblée législative de Piauí               | 4 mai 1835        | 30                |           | www.alepi.pi.gov.br      |
| Assemblée législative de Rio de Janeiro      |                   | 71                |           | www.alerj.rj.gov.br      |
| Assemblée législative de Rio Grande do Norte | 2 février 1835    | 24                |           | www.al.rn.gov.br         |
| Assemblée législative de Rio Grande do Sul   | 20 avril 1835     | 55                |           | www.al.rs.gov.br         |
| Assemblée législative de Rondônia            |                   | 24                |           | www.al.ro.leg.br         |
| Assemblée législative de Roraima             |                   | 24                |           | www.al.rr.gov.br         |
| Assemblée législative de Santa Catarina      | 1er mars 1835     | 40                |           | www.al.sc.gov.br         |
| Assemblée législative de São Paulo           | 2 février 1835    | 94                |           | www.al.sp.gov.br         |
| Assemblée législative de Sergipe             | 1835              | 24                |           | www.al.se.gov.br         |
| Assemblée législative de Tocantins           |                   | 25                |           | www.al.to.gov.br         |